# Coffee and Cigarettes
Coffee and Cigarettes ist ein amerikanischer Episodenfilm von Jim Jarmusch aus dem Jahr 2003. In ähnlicher Umgebung führen eine Reihe von Personen, darunter viele aus Jarmuschs engerem Umfeld, skurrile Smalltalks bei Kaffee und Zigaretten. Die 11 Episoden entstanden zu verschiedenen Zeitpunkten, die früheste mit Roberto Benigni stammt aus dem Jahr 1986 und wurde  zunächst als eigenständiger Kurzfilm namens "Coffee and Cigarettes" in Kinos gezeigt.

## Episoden

### Strange to Meet You
Roberto Benigni und Steven Wright treffen sich in einer Bar. Relativ schnell stellen sie fest, dass sie beide ziemlich genervt sind. Außerdem kommen sie überein, dass Kaffee und Zigaretten eine ganz hervorragende Mischung sind. Steven verkündet, dass er am liebsten besonders viel Kaffee vor dem Schlafengehen zu sich nimmt. Er behauptet, er könne dann ganz schnell träumen. Eigentlich hat er aber einen Termin beim Zahnarzt und er will da nicht hingehen. Roberto scheint die perfekte Lösung für Stevens Problem zu kennen...

### Twins
Die Zwillinge Joie und Cinqué Lee streiten sich darüber, wer für die Idee verantwortlich war, nach Memphis zu fahren. Der Kellner (Steve Buscemi) bekommt diese Diskussion mit und beginnt ihnen eine Geschichte über Elvis Presleys angeblichen bösen Zwillingsbruder zu erzählen. Angeblich soll der Zwilling sich für Elvis’ Abstieg verantwortlich fühlen. Joie, der gute der Lee-Zwillinge, berichtet dem Kellner, dass sie glauben, dass Elvis seine Musik sowieso von schwarzen Musikern gestohlen habe. Kellner Steve glaubt allerdings eher daran, dass dafür der böse Elvis-Zwilling verantwortlich gewesen sei...
Der Kurzfilm entstand 1989 und wurde auf verschiedenen Festivals als Coffee and Cigarettes II: Memphis Version gezeigt.

### Somewhere in California
Bei einem Zusammentreffen von Tom Waits und Iggy Pop erzählt Tom davon, dass er einen ausgesprochen stressigen Tag als Notarzt gehabt habe. Er habe direkt am Straßenrand jemanden operieren müssen. Iggy ist ziemlich verblüfft, denn er wusste nicht, dass Tom im Nebenjob Arzt ist. Die Musiker diskutieren lange darüber, dass es eine hervorragende Sache sei, mit dem Rauchen aufzuhören. Tom fügt jedoch hinzu, dass das Beste daran aber sei, dass man jederzeit eine Zigarette rauchen könne – und er zündet sich zur Demonstration gleich eine an. Iggy fragt Tom, ob er denn oft in den Laden käme. Ihm sei aufgefallen, dass in der Jukebox kein einziger Song von ihm zu finden sei. Tom schlägt ihm daraufhin vor, zu Taco Bell zu gehen, das wohl eher nach Iggys Geschmack sei, worauf dieser entrüstet fragt, ob er denn aussehe wie ein Taco-Bell-Kunde.
Bereits 1993 mit dem Titel Coffee and Cigarettes – Somewhere in California gedreht, gewann der Kurzfilm, produziert von Demetra J. MacBride und Birgit Staudt, bei den Internationalen Filmfestspielen von Cannes die Goldene Palme für den besten Kurzfilm.

### Those Things'll Kill Ya
Joe Rigano deutet wieder einmal seinen Unmut darüber an, dass Vinny Vella immer noch raucht. Vinny entgegnet ihm, dass er es einfach nicht lassen kann. Er muss feststellen, dass er einfach von Zigaretten abhängig ist. Allerdings hat er auch etwas an Joe auszusetzen, denn er weist ihn darauf hin, dass er ja statt zu rauchen ständig Kaffee trinke und dass das nicht weniger ungesund sei. In diese hitzige Diskussion platzt dann auch noch Vinnys Sohn Vinny Jr. Er lässt sich von seinem Vater etwas Geld geben, um sich davon „Japanische Erbsen“ zu kaufen.  Joe findet, dass diese Erbsen ganz abscheulich schmecken, Vinny hingegen findet sie sehr köstlich. Während in den anderen Episoden immer mindestens eine Person raucht, packt der entnervte Vinny Vella hier die Zigarette unangezündet wieder in die Schachtel.

### Renée
Renée French sitzt alleine in einer Bar, raucht, trinkt Kaffee und liest in einem Waffenmagazin. Der Kellner (E. J. Rodriguez) schüttet ihr ungefragt Kaffee nach; sie reagiert ungehalten, der Kaffee sei genau richtig gewesen. Der Kellner geht weg, kommt jedoch kurz zurück, entschuldigt sich und geht wieder. Dieses Spiel geht so weiter. Er fragt, ob sie zufällig Gloria heiße und dann, ob sie etwas essen möchte. Produziert von Demetra J. MacBride und Birgit Staudt.

### No Problem
Isaach De Bankolé ist erfreut, dass ihn sein Freund Alex Descas angerufen hat, um sich mal wieder mit ihm zu treffen. Allerdings macht er sich auch Sorgen, dass irgendetwas nicht mit ihm stimmen könnte. Alex versucht seinen Freund zu beruhigen. Er erklärt ihm, dass er wirklich keine Probleme habe, sondern ihn einfach nur mal wieder treffen wollte. Isaach wiederum vermutet hinter Alex’ vehementem Leugnen eines Problems, dass er ihm etwas verheimlichen will... Produziert von Demetra J. MacBride und Birgit Staudt.

### Cousins
Die vielbeschäftigte Schauspielerin Cate Blanchett hat sich etwas Zeit genommen, um sich zwischen den ganzen Promotion-Terminen für ihren aktuellen Film mit ihrer Cousine Shelly (ebenfalls gespielt von Cate Blanchett) zu treffen. Das Treffen kommt in der Lobby eines teuren Hotels zustande. Die Stimmung ist von Beginn an ausgesprochen angespannt, denn Shelly kann ihren Neid auf den Erfolg ihrer Cousine kaum verbergen. So redet Shelly über ihren neuen Freund, der in einer Band spielt. Cate interessiert das aber offenbar wenig. Sie schenkt Shelly eine Tasche, gefüllt mit viel teurer Kosmetik. Shelly ist nicht so sehr begeistert, denn sie vermutet, dass es sich nur um Werbegeschenke handelt und dass sich Cate nicht die Mühe gemacht habe, Sachen für sie zu kaufen.

### Jack Shows Meg His Tesla Coil
Jack und Meg White von den White Stripes trinken zusammen Kaffee und rauchen. Jack zeigt Meg seine selbstgebaute Teslaspule und erklärt ihr die Funktionen. Er erzählt ihr vom Leben und Schaffen des Erfinders der Teslaspule, Nikola Tesla. Nach einer Funktionsvorführung brennt das Gerät durch. Der Kellner (Cinqué Lee) und Meg überlegen laut, was an dem Gerät kaputt sein könnte. Jack reagiert verärgert und vergrault mit einem patzigen Kommentar den Kellner. Meg hat eine weitere laienhafte Idee für den Defekt, die sie offenbar von Kfz-Zündkerzen ableitet, worauf Jack ihr genervt Recht gibt, um sich nicht noch mehr gutgemeinte, aber ahnungslose Vorschläge anhören zu müssen. Er verlässt die Szenerie, um seine Teslaspule zu reparieren.

### Cousins?
Alfred Molina und Steve Coogan trinken zusammen Tee. Sie unterhalten sich über die Arbeit des jeweils anderen und loben sich gegenseitig. Molina erklärt, dass er schon immer  an der Geschichte von Menschen interessiert gewesen sei. Katy Hansz unterbricht das Gespräch, um ein Autogramm von Coogan zu bekommen. Molina eröffnet Coogan daraufhin, dass er im Zuge seiner Nachforschungen herausgefunden hat, dass sie beide Vettern seien. Steve ist nicht besonders erfreut, er möchte keinesfalls mehr mit Alfred zu tun haben und lässt ihn das auch spüren. Allerdings ändert er schlagartig seine Einstellung, als er erfährt, dass Molina den Regisseur Spike Jonze kennt.

### Delirium
GZA kann es gar nicht glauben, als ihm RZA erzählt, dass er alternative Medizin studiert habe. Sie stellen fest, dass sie sich in einem Punkt einig sind: Sie fühlen sich beide besser, seitdem sie dem Kaffee, also dem Koffein abgeschworen haben. Bill Murray kommt als Kellner daher und bietet ihnen Kaffee an. Sie lehnen dankend ab und RZA erklärt ihm, dass der Genuss von Kaffee zu bösen Wahnvorstellungen führen könne. Daraufhin trinkt Bill den Kaffee gleich direkt aus der Kanne. So kommen sie dazu, über Kaffee zu philosophieren. Es geht um Kaffee kurz vor dem Zu-Bett-gehen, um Kaffee als Eis und auch um die Verwendung von Nikotin als Insektenmittel. Weil Murray ständig hustet, empfehlen ihm RZA und GZA einige abenteuerlich klingende alternative Heilmethoden.

### Champagne
In der letzten Episode sitzen William Rice und Taylor Mead zusammen. Sie reden über Lieder aus ihrer Vergangenheit und tun so, als ob ihr Kaffee Champagner sei, um auf das Leben an sich zu trinken. Im Hintergrund hört man als Überleitung zum Abspann leise das melancholische Lied Ich bin der Welt abhanden gekommen von Gustav Mahler nach einem Gedicht von Friedrich Rückert.

## Kritiken
„Wenn man cool ist, ist man cool, und "Coffee and Cigarettes" ist definitiv cool.“

„Jim Jarmuschs neuer Film 'Coffee and Cigarettes' ist ein Vergnügen vom Anfang bis zum Ende.“

„Immer wieder blitzen magische Momente beiläufiger Schönheit und rätselhafter Poesie auf.“

„... ein Hochgenuss, der sich vor einem abspielt, wie ein unvergessliches Konzept-Album.“

„Jim Jarmuschs coolster, zartester, melancholischster Film.“

## Auszeichnungen
- Bei den Internationalen Filmfestspielen von Cannes 1993 bekam die Episode Somewhere in California die Goldene Palme für den besten Kurzfilm.
- Bei den Chlotrudis Awards 2005 war der Film für die Beste Besetzung, den Bester Nebendarsteller (Alfred Molina) sowie die Beste Nebendarstellerin (Cate Blanchett) nominiert.
- Bei den Independent Spirit Awards war Cate Blanchett als Beste Nebendarstellerin nominiert.